# 復仇 (2013年電影)
《復仇》（英語：Oldboy）是一部2013年美國新黑色動作驚悚片，由史派克·李執導，馬克·普羅塞維奇編劇，翻拍自2003年的韓國電影《原罪犯》，也改編自日本漫畫《鐵漢強龍》。劇情講述一名渴望復仇的男人開始查出無故囚禁自己二十年的綁架者究竟是誰。電影由喬許·布洛林、伊莉莎白·歐森和沙托·科普利主演。
電影2013年11月27日在美國上映，票房表現差勁，影評口碑也褒貶不一，普遍不如韓國原版。本片是電影區發行公司在2013年10月被焦点影业收購前發行的最後一部電影 。

## 演員
- 喬許·布洛林飾演喬·杜賽特
- 伊莉莎白·歐森飾演瑪麗·賽巴斯汀
- 沙托·科普利飾演亞德里安·多伊爾·普萊斯／陌生人
- 愛維·約斯特飾演米亞·杜賽特
- 山繆·傑克森飾演錢尼
- 米高·伊派里奧里飾演查奇
- 詹姆士·蘭森飾演湯姆·梅爾比醫生
- 馬克斯·凱塞拉飾演詹姆斯·普雷斯特利
- 庞·克莱门捷夫飾演杏福
- 兰斯·雷迪克飾演丹尼爾·紐科姆
- 漢娜·薇兒飾演唐娜·霍桑
- 理查·波特諾飾演巴尼·夏基
- 漢娜·席夢飾演史蒂芬妮·李
- 雷米·馬利克飾演布朗寧

## 票房
《復仇》在美國上映頭五天的票房收入為88.5萬美元，足以列入史上感恩節檔期最差的表現。全球總票房僅520萬美元，成為票房炸彈。

## 外部連結
- 官方网站
- 互联网电影数据库（IMDb）上《復仇》的资料（英文）
- Box Office Mojo上《復仇》的資料（英文）
- 爛番茄上《復仇》的資料（英文）
- Metacritic上《復仇》的資料（英文）
- AllMovie上《復仇》的资料（英文）